# Lijeva Reka
Lijeva Reka (Servisch cyrillisch Лијева Река) is een plaats in de Servische gemeente Sjenica. De plaats telt 14 inwoners (2002).